# 全国省エネラベル協議会
全国省エネラベル協議会（ぜんこくしょうえねらべるきょうぎかい）とは家電製品の省エネルギー性能の違いについて購入予定者にわかりやすく示すことを目的とする表示「省エネラベル」の基準・様式の共通化を目的として構成された団体。
2004年に省エネラベルキャンペーン運営協議会を母体として発足。

## 概要
省エネラベルは環境ラベリング制度の一つ。2002年7月に東京都が実施した「"少"エネ商品拡大キャンペーン」が端緒であり、2003年3月に京都市「京のアジェンダ21フォーラム」の「省エネ製品グリーンコンシューマーキャンペーン」で実施された「省エネラベル」がデザインの原型になっている。
23の地域で実施。（2006年8月時点）
なお、平成18年10月1日から全国的な取り組みとして「統一省エネラベル」制度が始まったため、省エネラベルの運用は終了した。

## 省エネラベル
- 表示情報
  - 省エネ基準達成率
  - 省エネ性マーク
  - 目標年度
  - エネルギー消費効率
  - 省エネ性能の相対評価（AAA、AA、A、B、Cの5段階、及び葉の図柄により表示）
  - 製造事業者名
  - 機種名
  - ノンフロン表示（冷蔵庫のみ）
  - 十年間の電気代の目安
  - 販売価格
  - 販売価格及び十年間の電気代の目安の合計
  - 実施年度
- 対象機器
  - エアコン、冷蔵庫、ブラウン管テレビ（冷蔵庫については2005年6月から休止）

ただし、どの品目について実施するかは各実施団体の判断に委ねられている。
- 使用基準
  - 全国省エネラベル協議会が定める「省エネラベルキャンペーン共同実施のための共通ルール」に規定されている

### 実施団体（2006年8月時点）
- さっぽろ地球温暖化対策地域協議会
- あおもり省エネラベル協議会
- 宮城県
- 仙台市
- 山形県省エネ・ダブルキャンペーン実行委員会
- 八都県市首脳会議（幹事団体）
- 埼玉県
- さいたま市
- 千葉県
- 千葉市
- 東京都
- 神奈川県
- 横浜市
- 川崎市
- 茨城県・環境保全茨城県民会議
- 信州省エネラベル推進協議会（幹事団体）
- 静岡県省エネラベル協議会（幹事団体・事務局）
- 岐阜県省エネ家電普及推進実行委員会
- 三重県省エネ家電普及促進実行委員会
- とやまCO2削減ラベルキャンペーン実行委員会
- 京都省エネラベル協議会（幹事団体）
- 大阪省エネラベルキャンペーン実行委員会
- 鳥取県省エネ家電推進ネットワーク
- 島根県
- 省エネ家電推進キャンペーン実行委員会
- ネットワークグリーンコンシューマーかがわ
- 愛媛県
- グリーン購入徳島ネット
- 北九州市
- ふくおか省エネ家電普及推進協議会

### 推進団体
- 気候ネットワーク
- 環境エネルギー政策研究所
- 環境市民